# Carex kitaibeliana
Carex kitaibeliana är en halvgräsart som beskrevs av Árpád von Degen och Alfred Becherer. Carex kitaibeliana ingår i släktet starrar, och familjen halvgräs.

## Underarter
Arten delas in i följande underarter:
- C. k. capillata
- C. k. kitaibeliana